# زهرماهی
زهرماهی (نام علمی: Trachinidae) نام یک تیره از راسته سوف‌ماهی‌سانان است.